# جارد إينغيرسول
جارد إينغيرسول (بالإنجليزية: Jared Ingersoll)‏ هو قاضي ومحامي أمريكي، ولد في 24 أكتوبر 1749 في نيو هيفن في الولايات المتحدة، وتوفي في 31 أكتوبر 1822 في فيلادلفيا في الولايات المتحدة.

## وصلات خارجية
- جارد إينغيرسول على موقع إن إن دي بي (الإنجليزية)